# Nad závodištěm
Nad závodištěm je přírodní památka a území hlavního města Prahy. Důvodem ochrany jsou odkryvy svrchním ordovikem a spodním silurem (kosovské, královodvorské a bohdalecké souvrství) dokumentující vývoj pražské prvohorní pánve a taktéž zaznamenává vývoj tehdejšího života na tomto území. Na území se projevuje poměrně složitá tektonická stavba, která je projevem několika zlomů a přesunů. Tyto pochody zapříčinily, že se zde opakují jednotlivé geologické vrstvy několikrát po sobě, v případě hranice silur-devon až čtyřikrát. Toho si všiml již Joachim Barrande, i když tehdejší geologii interpretoval mylně jako sled „kolonií“ mladších zástupců fauny ve starších horninách. Až později bylo zjištěno, že se nejedná o „kolonie“, ale o důsledek tektonických pochodů vedoucích k přesunům horninových bloků.

## Historie
Oblast přírodní památky, kde se dříve nacházely pastviny a skalní výchozy, byly zalesněny akátovým porostem, což vedlo k totální decimaci přirozeného bylinného i křovinového patra. Je to dáno tím, že se na jeho kořenech vyskytují bakterie produkující ve velké míře dusík, který nesvědčí ostatním rostlinám. Přežívají tak pouze ruderální rostliny.

## Péče
V současnosti probíhají snahy o odstranění trnovníku akátu z lokality a nahrazení tohoto stromu jinými, které jsou pro území charakterističtější. Jedná se zejména o dub, habr, lípu, javor a místy i borovice.

## Galerie

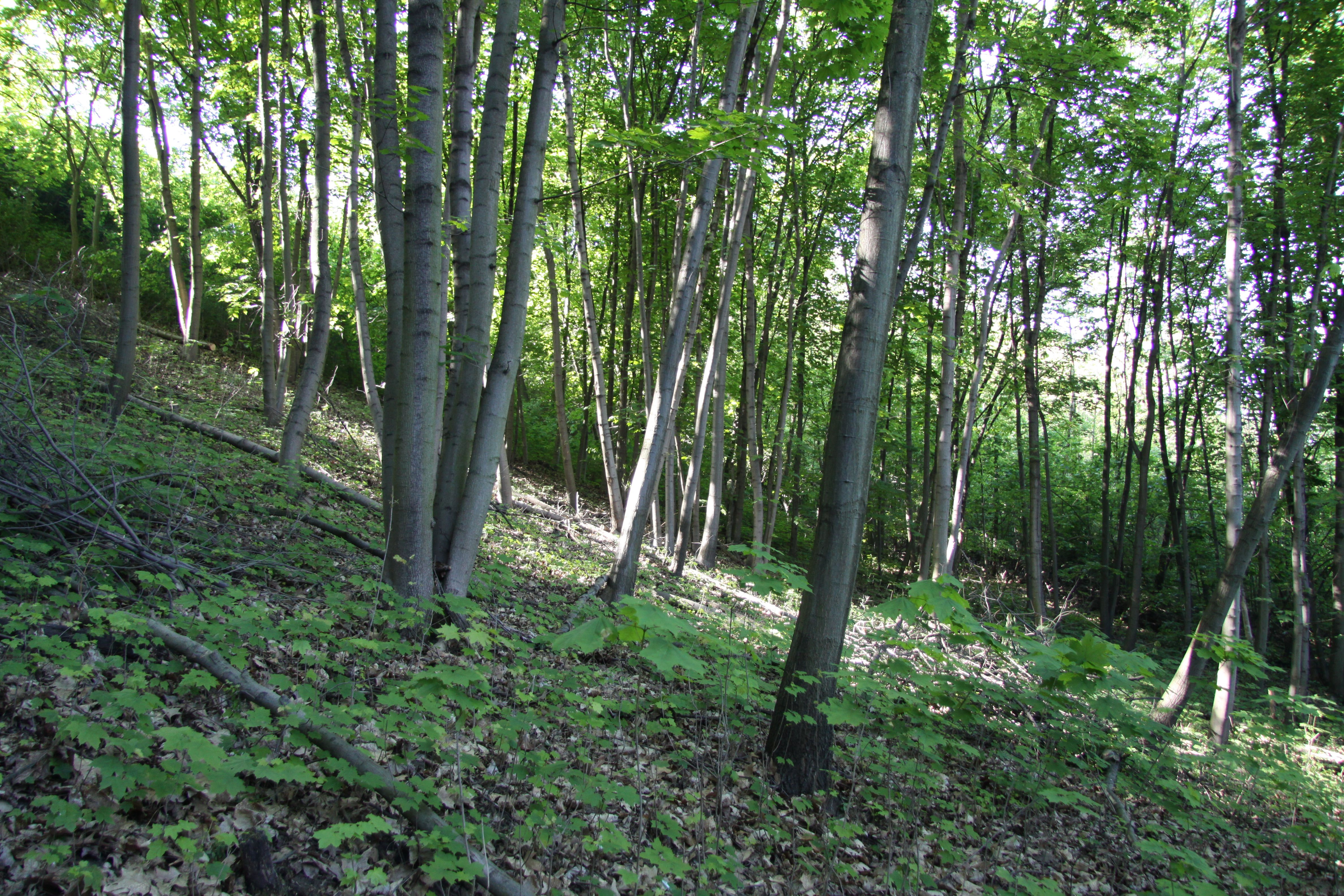
Část zachovalého lesa
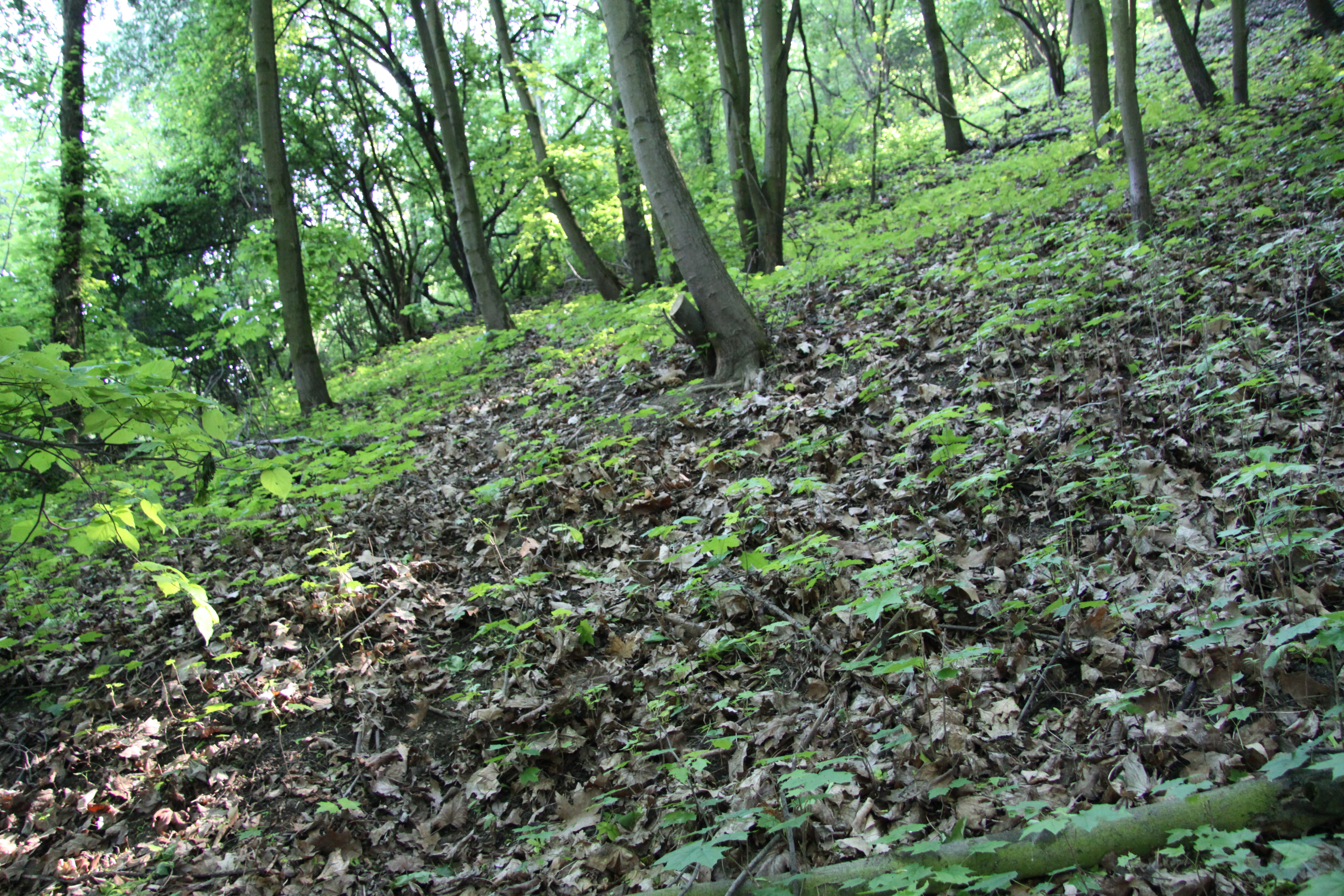
Část zachovalého lesa
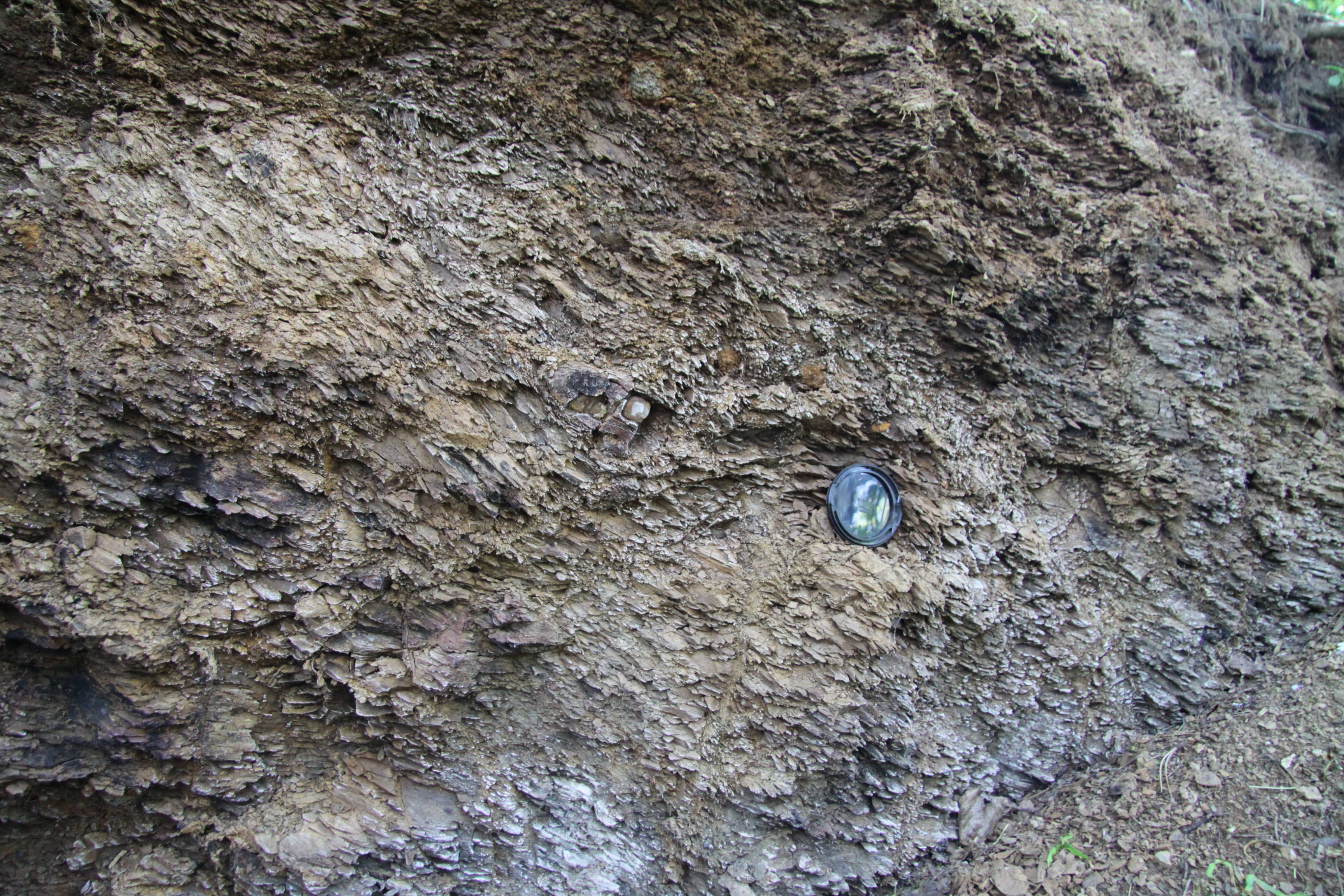
Odkryv v lese
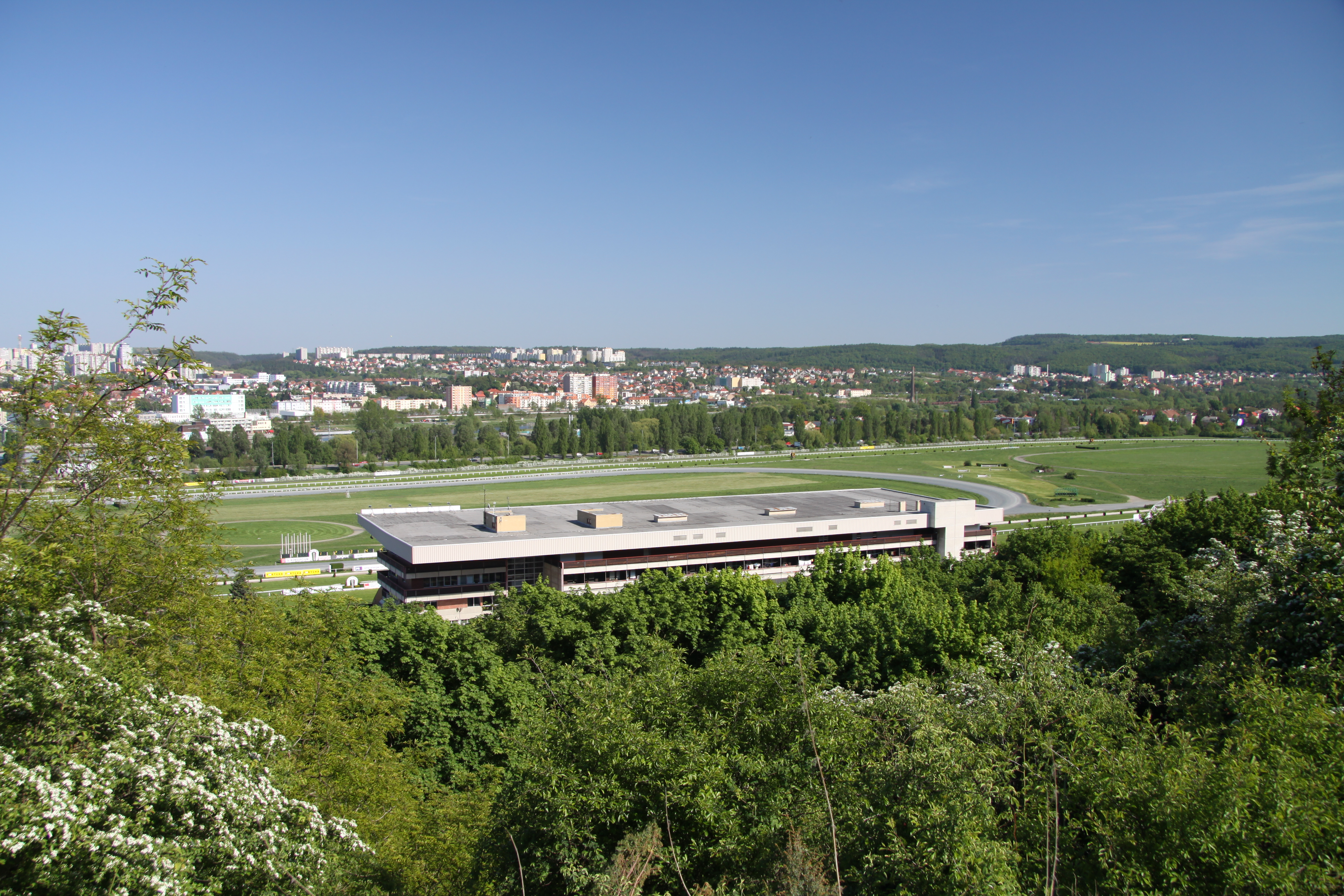
Pohled na Chuchelské závodiště a část chráněného území